# Sambaliung (stato)
Il sultanato di Sambaliung (in lingua aceh: Kerasultan Sambaliung) fu uno stato principesco esistito nell'attuale Indonesia dal 1810 sino al 1950.
Precedentemente noto col nome di regno di Tanjung, il sultanato derivò la propria esistenza dalla partizione del sultanato di Berau che venne diviso in due parti, Sambaliung e Gunung Tabur, nel 1810. Il primo sultano di Sambaliung fu il sultano Alimuddin, meglio conosciuto come raja Alam. Questi era un discendente di Baddit Dipattung (Aji Suryanata Kesuma), primo re di Berau. Raja Alam fondò anche la capitale Tanjun Batu Putih nel 1810.
Con la formazione della Repubblica d'Indonesia, lo stato venne soppresso nel 1950.

## Sovrani di Sambaliung
- Alimuddin/raja Alam (1810-1844)
- Kaharuddin/raja Bungkoh (1844-1848)
- Hadi Jalaluddin bin Alam (1848-1850)
- Asyik Syarifuddin bin Alam (1850-1863)
- Salehuddin (1863-1869)
- Adil Jalaluddin bin Muhammad Jalaluddin (1869-1881)
- Bayanuddin bin Muhammad Jalaluddin (1881-1902)
- Muhammad Aminuddin (1902-1960)